# Badumna senilella
Badumna senilella är en spindelart som först beskrevs av Embrik Strand 1907.  Badumna senilella ingår i släktet Badumna och familjen Desidae. Inga underarter finns listade.